# رود نوا

حوضهٔ آبریز رود نِوا

نِوا (روسی: Нева́، آوانگاری: [nʲɪˈva] )  رودخانه‌ای در شمال‌غرب روسیه است که از دریاچه لادوگا سرچشمه گرفته و از بخش غربی استان لنینگراد (منطقهٔ تاریخی اینگریا) به‌سوی خلیج نِوا در خلیج فنلاند جریان می‌یابد.
با وجود طول نسبتاً کوتاه ۷۴ کیلومتر (۴۶ مایل)، این رود از نظر دبی متوسط چهارمین رود بزرگ اروپا پس از رود ولگا، دانوب و راین است.
نِوا تنها رود خروجی از دریاچهٔ لادوگا است. این رود از شهر سنت پترزبورگ، سه شهر کوچک شلیسلبورگ، کیروفسک و اوترادنویه و ده‌ها آبادی عبور می‌کند. این رود در تمام مسیر قابل کشتیرانی بوده و بخشی از آبراه ولگا–بالتیک و کانال دریای سفید–بالتیک است.
رود نِوا شاهد رویدادهای مهم تاریخی بسیاری بوده است، از جمله نبرد نوا در سال ۱۲۴۰ که به الکساندر نوسکی نام و شهرت بخشید، بنیان‌گذاری سن پترزبورگ در سال ۱۷۰۳، و محاصرهٔ لنینگراد توسط ارتش آلمان در جریان جنگ جهانی دوم. این رود نقش مهمی در تجارت میان بیزانتیوم و اسکاندیناوی ایفا کرده است.

## ریشه‌شناسی
نخستین مردمانی که بر اساس تاریخ ثبت‌شده در این ناحیه ساکن بوده‌اند، مردمان فینی بوده‌اند. واژهٔ «نِوا» در زبان‌های فینی رایج است و معانی نسبتاً هم‌خانواده‌ای دارد. در زبان فنلاندی به معنای پوداب، در زبان کارلیایی به معنای «آبراه» و در زبان استونیایی (به‌صورت nõva) به معنای «راه‌آب» است.
گمانه‌زنی شده است که این نام می‌تواند از صفت هندواروپایی «newā» به معنای «نو» گرفته شده باشد — زیرا این رودخانه در بازه‌ای بین حدود ۲۰۰۰ پیش از میلاد تا ۱۲۵۰ پیش از میلاد جریان خود را آغاز کرده است. با این حال، نام‌های محلی با چنین تأثیری هم‌زمان با ورود بازرگانان اسکاندیناوی و نخستین استقرار اصلی اسلاوها در منطقه، در سدهٔ هشتم میلادی، پدیدار شدند.